# Dar Djaït

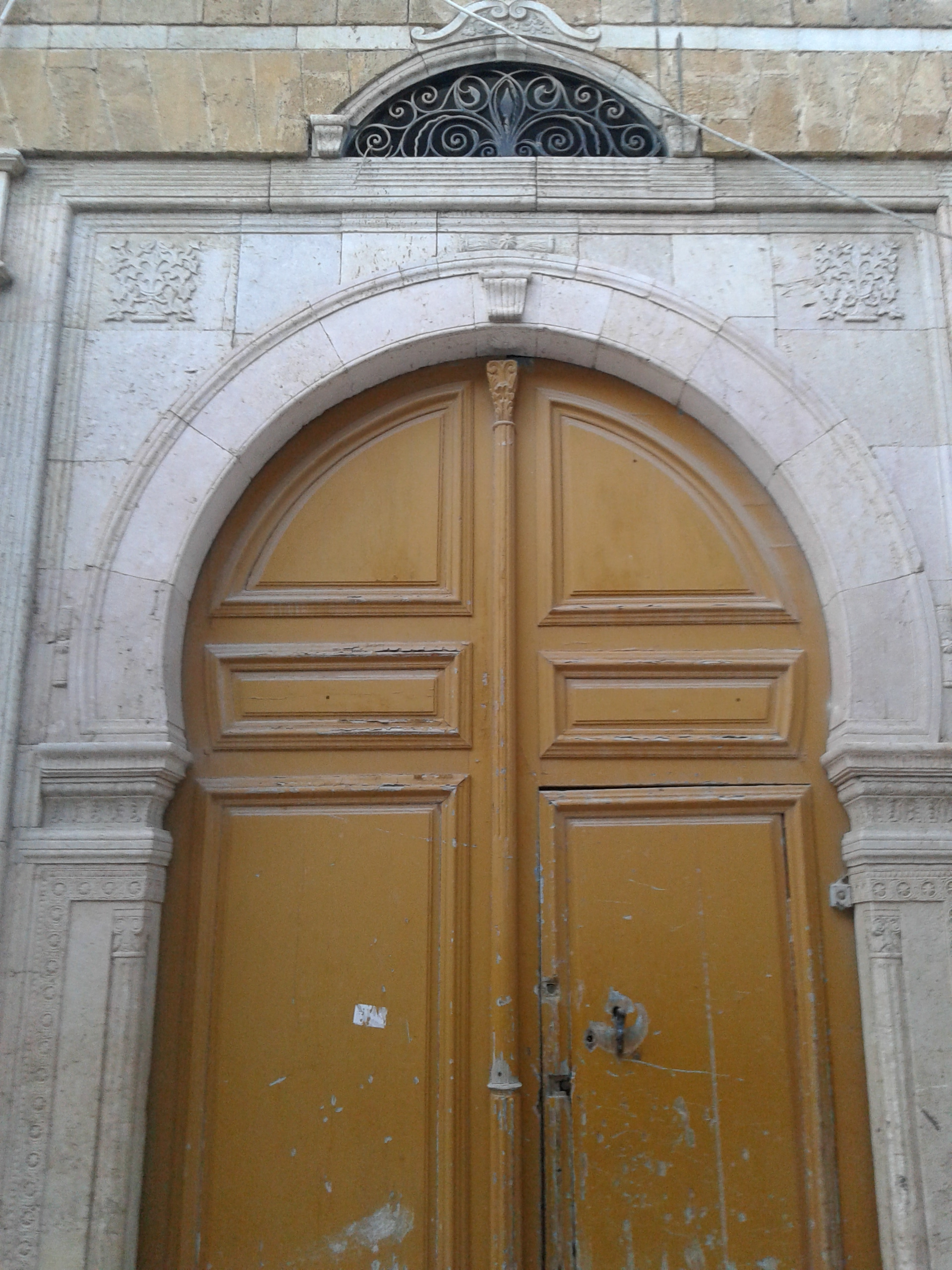
Gros plan sur la porte d'entrée de Dar Djaït.

Dar Djaït est un palais de la médina de Tunis, situé sur la rue Sidi Ben Arous, qui est l'une de ses principales artères.

## Origine
Les Djaït, originaires du Yémen et installés à Tunis depuis le règne de Mourad III Bey (1699-1702), est une famille tunisienne appartenant à la grande notabilité tunisoise. Parmi ses membres les plus illustres figurent Youssef Djaït (1830-1915), secrétaire beylical, ministre de la Plume puis grand vizir sous le règne de Naceur Bey (1906-1922), son fils Mohamed Abdelaziz Djaït, universitaire et religieux qui occupe le poste de mufti de Tunisie de 1957 à 1960, et Hichem Djaït, historien et islamologue. L'édifice, datant essentiellement du XIXe siècle, a connu des ajouts tardifs, notamment au cours de la seconde moitié du XXe siècle. La demeure est occupée par la famille Djaït jusqu'en 2008.

## Architecture
Donnant sur la rue Sidi Ben Arous, la grande porte d'entrée, à deux vantaux, est pourvue d'un bel encadrement sculpté et mouluré, à arc brisé légèrement outrepassé. Les écoinçons de celui-ci sont ornés de vases stylisés à partir desquels émanent symétriquement des rinceaux. La porte d'entrée ouvre sur un vestibule qui conduit vers un escalier en marbre blanc, dont la rampe est décorée de motifs cordiformes entremêlés. Ce dernier est surmonté d'un plafond peint, garni d'un compartiment octogonal couvert d'une petite verrière.
Cet escalier mène à un patio couvert, richement décoré et se développant sur deux niveaux. Dépourvu de portiques à arcades et dallé de marbre blanc, il est percé de portes et de fenêtres grillagées. Au-dessus des moulures, bordant la partie supérieure des murs du premier niveau, se trouvent des voussures en bois peint, dont l'ornementation est agrémentée de rinceaux entrelacés, de cartouches garnis de vases, de fruits et d'architectures imaginaires, ainsi que des armoiries de la dynastie des Husseinites. Les voussures sont surmontées d'une galerie supérieure pourvue d'une balustrade en fer forgé. Cette galerie, dont les murs sont d'une hauteur inférieure à celle du premier niveau, est couverte d'un plafond en bois mouluré, dont le compartiment central, de forme dodécagonale, est couronné d'une verrière.
Les portes du premier niveau du patio ouvrent sur les pièces principales du palais. Celles-ci, pour la plupart de forme rectangulaire, sont couvertes de plafonds italianisants, qui sont réalisés en bois peint, mouluré et rehaussé de touches de dorures. Outre les rinceaux, les ornements incluent des motifs floraux, des volutes, des étoiles et des cartouches garnis d'architectures imaginaires. Outre le fait qu'elle possède une riche panoplie de carreaux de céramiques, provenant principalement de la péninsule Italienne, l'une des caractéristiques majeures de Dar Djaït est qu'elle constitue l’une des rares demeures de la médina à se déployer sur trois niveaux.

## Restauration et reconversion
L'ancienne demeure, gérée depuis 2009 par Lira Hospitality, fait l'objet d'un grand programme de restauration et de réhabilitation qui vise aussi bien la consolidation des structures porteuses existantes, que la restauration minutieuse de la ferronnerie, des boiseries, des plafonds peints, des revêtements du sol, des céramiques murales, des colonnes et des encadrements en marbre, ainsi que la réfection du réseau électrique, accompagnée de l'installation et de l'intégration des équipements de climatisation et de chauffage tout en respectant les décorations existantes.
Concernant la restauration des plafonds anciens en bois peint, celle-ci, précédée par l'inventaire et la documentation de chaque plafond, est effectuée par des spécialistes ayant travaillé dans divers chantiers de restauration de monuments historiques. Démontés et stockés, après leur restauration, en dehors du chantier, ils sont par la suite remontés à leurs emplacements d'origine. Une fois la restauration achevée, le Dar Djaït sera converti en un hôtel de charme accueillant treize suites et chambres, ainsi qu’un hammam-spa, un café-lounge et une galerie d'art.